# Альсамора, Мигель
Миге́ль Альсамо́ра Рие́ра (исп. Miquel Alzamora Riera; 17 февраля 1974, Арта, Испания) — бывший испанский велогонщик. Участник двух летних Олимпийских игр, чемпион мира 1997 года в мэдисоне, многократный чемпион Испании.

## Спортивная биография
Самым крупным достижением в карьере Альсаморы стала победа на чемпионате мира 1997 года в австралийском Перте. В дуэте с Жоаном Льянерасом Мигель выиграл соревнования в мэдисоне.
В 2000 году Мигель Альсамора принял участие в летних Олимпийских играх в Сиднее. В командной гонке преследования Альсамора в составе испанской сборной не смог добиться хорошего результата. В квалификационном раунде соревнований сборная Испании заняла лишь 12-е место и выбыла из дальнейшей борьбы за призовые места.
На летних Олимпийских играх 2004 года Альсамора в паре Жоаном Льянерасом принял участие в соревнованиях в мэдисоне, набрав 7 очков и не отстав на круг от лидера, испанский дуэт занял 6-е место.